# Минск (Красноярский край)
Минск — деревня в Большемуртинском районе Красноярского края (Россия). Входит в состав Российского сельсовета.
Расположена на берегу реки Абейка, недалеко от места впадения этой реки в Енисей.

## История
В конце XIX — начале XX века, во время Столыпинской аграрной реформы в Российской империи, властями осуществлялось переселение белорусских крестьян в Сибирь для освоения земель. С 1885 по 1915 год в Сибирь переселилось более 600 тысяч белорусов, которые образовали ряд поселений с названиями, заимствованными у белорусских населённых пунктов, в том числе и Минск. На территории Большемуртинского уезда первые белорусы появились в 1907 году.
Населённый пункт назван в честь столицы Беларуси — города Минска, который и в годы появления деревни был достаточно крупным городом. Первые жители деревни были выходцами из Гродненской, Минской и Могилёвской губерний.
Белорусы приезжали сюда и в 1930-е годы, желая заниматься ремесленничеством, что было трудно в условиях коллективизации, активно проводившейся в БССР.
В 1950-е годы в Минске поселились уроженцы Чувашии, некоторые из которых приехали сюда на заработки, другие осели, освободившись из сталинских лагерей. Сегодня в деревне часто встречаются межэтнические браки белорусов с чувашами.
В 1980-е годы жители деревни выращивали пшеницу и овощи для снабжения строителей Норильского металлургического комбината.

### Религия
В 1913 году переселенцы построили в деревне деревянный храм Казанской иконы Божьей Матери. В 1930-е годы, во время борьбы с религией церковь была закрыта, с неё сняли купол и кресты, в здании открыли киноклуб. Позже киноклуб закрылся, и помещение долгое время пустовало. В 2017 году храм возобновил работу, здесь было поставлено несколько икон, иногда проводятся богослужения.

## Экономика и инфраструктура
Большинство жителей населённого пункта живут за счёт подсобного хозяйства — преимущественно картофелеводства и скотоводства, а также продажи сельскохозяйственной, в частности, молочной, продукции.
Ранее в населённом пункте функционировали школа, магазин, фельдшерско-акушерский пункт. Однако сейчас все они закрыты, а строения заброшены. Школьники ездят в школу в центр сельсовета Российка, расположенный в 5 километрах от Минска.

## Население
| 2010 |
| ---- |
| 84   |

Согласно Всероссийской переписи населения 2010 года, в деревне насчитывалось 83 жителя. На 1 января 2012 года, согласно местным данным, население Минска составило 66 человек. На начало сентября 2019 года, по словам заместителя главы сельсовета, в населённом пункте прописаны около 70 человек, однако фактически проживают порядка 50. Большинство населения — пенсионеры.